# Nationalmuseet i Beirut
Nationalmuseet i Beirut (arabiska: متحف بيروت الوطنيّ, Matḥaf Bayrūt al-waṭanī, franska: Musée national de Beyrouth är ett museum för arkeologi i Beirut i Libanon. Museibyggnaden stod färdig 1937 och museet öppnades officiellt 1942. Samlingen av föremål i museet började byggas upp efter första världskriget och museets samling består idag av cirka 100 000 föremål. Cirka 1 300 föremål finns utställda för allmänhet, omfattande föremål från förhistorisk tid till mameluckernas och Osmanska rikets tid. Museet är särskilt känt för sin samling av feniciska föremål. Under inbördeskriget i Libanon, som utbröt 1975, skadades museibyggnaden och delar av dess samling, men huvuddelen av samlingen kunde räddas och efter renoveringar av museibyggnaden kunde museet återöppnas 1999.
Museibyggnaden ritades av arkitekterna Antoine Nahas och Pierre Leprince-Ringuet. Invigningen hölls av presidenten Alfred Naqqache. Arkeologen Maurice Chehab (född 1904, död 1994) var kurator för museet 1942 till 1982.

## Exempel från museets samling

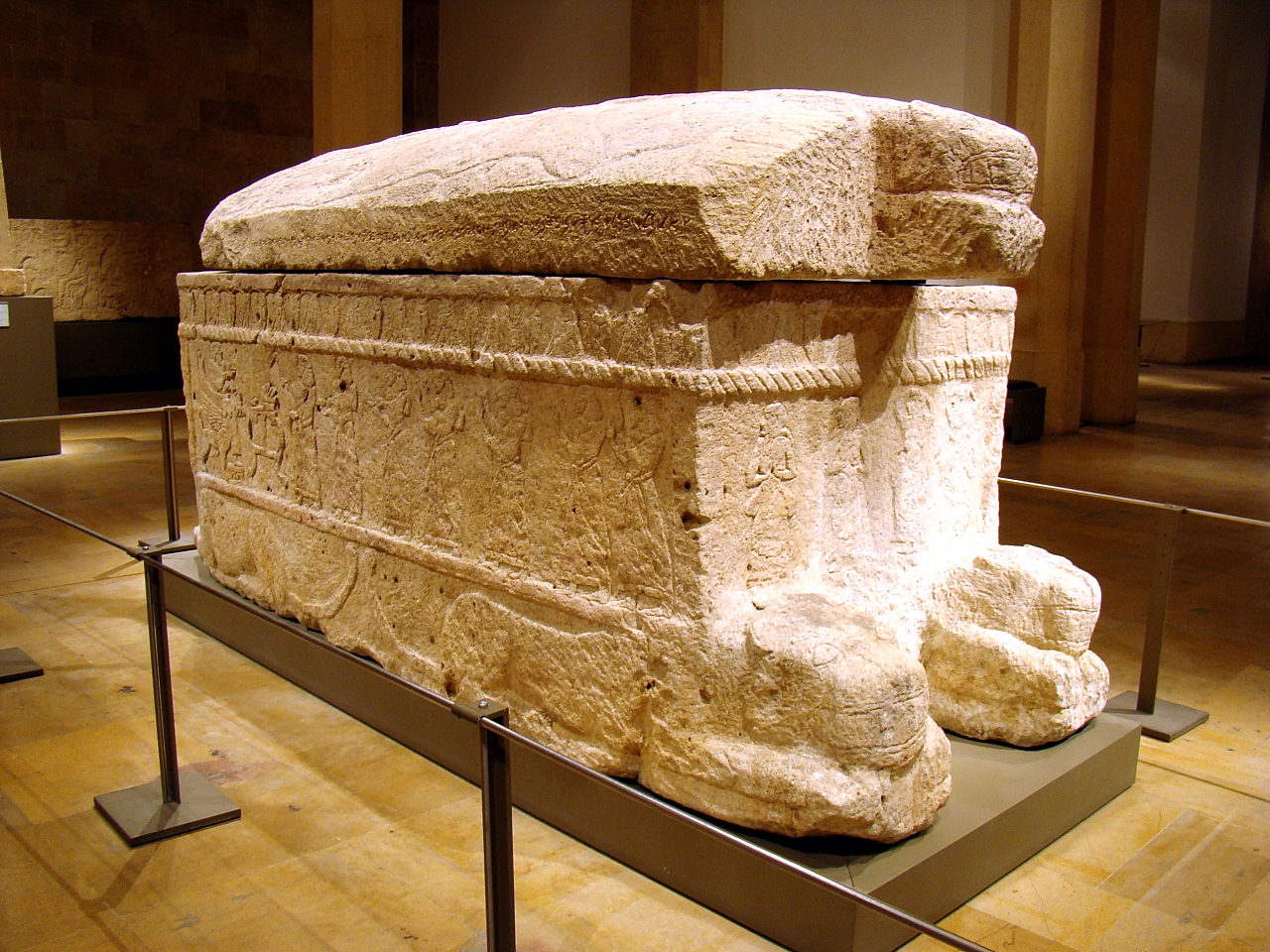
Ahirams sarkofag.
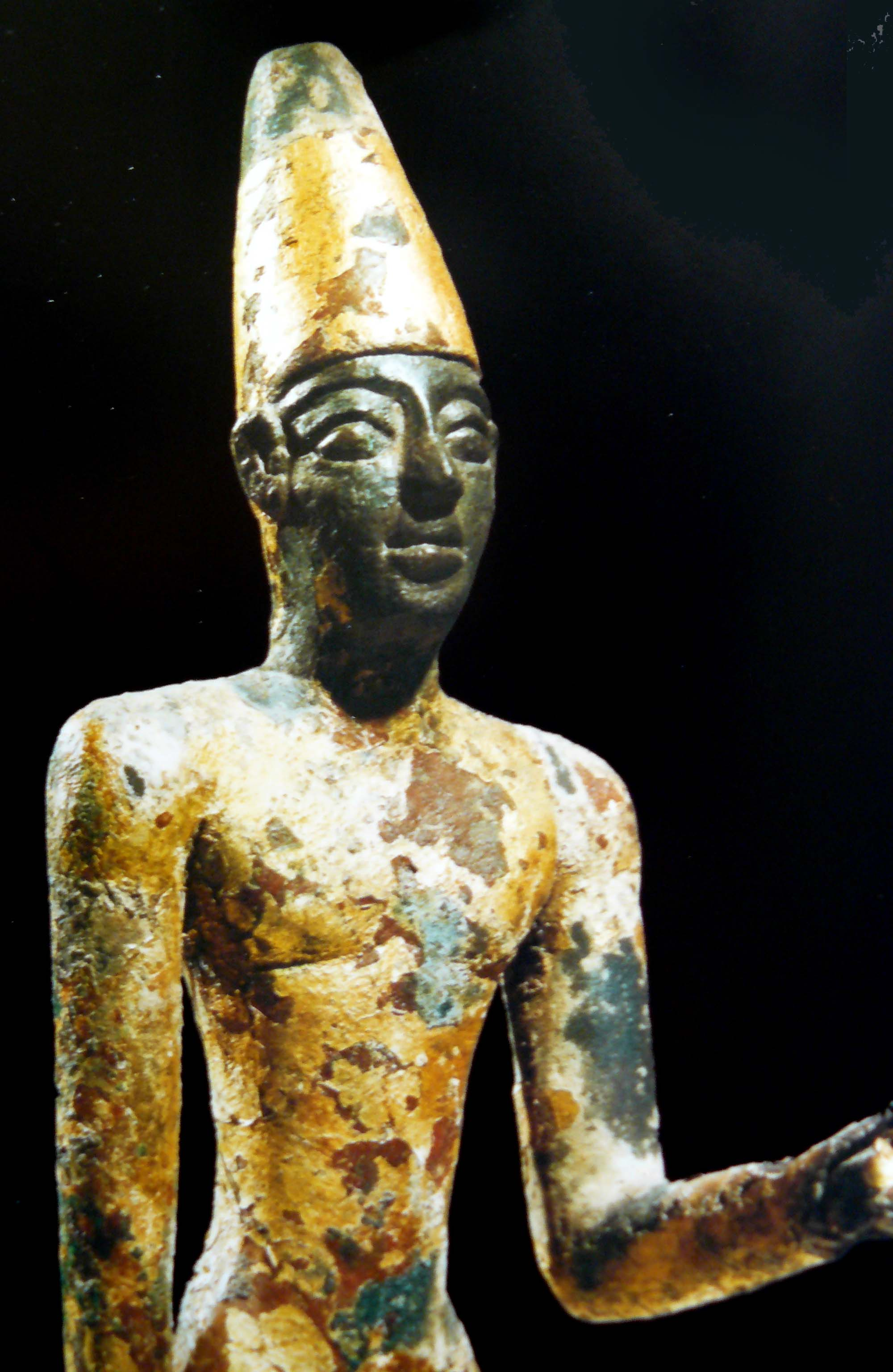
Staty av Reshef från Byblos.
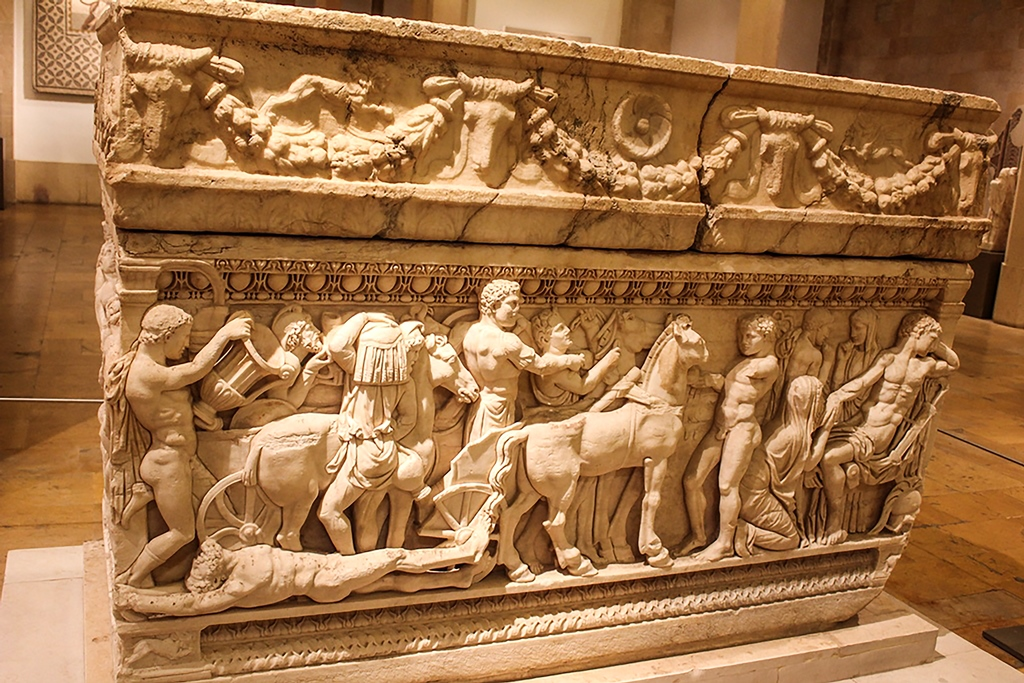
En romersk sarkofag som visar berättelsen om Akilles.
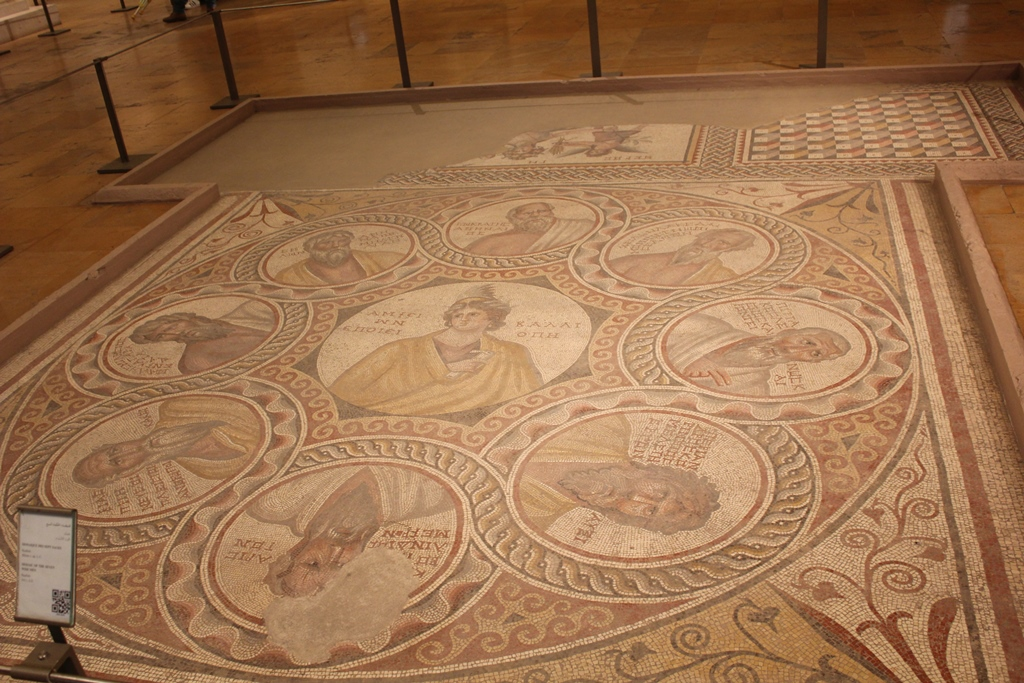
Mosaik som föreställer Kalliope och Greklands sju vise.